# ديفيد بيريرا دا كوستا
ديفيد بيريرا دا كوستا هو لاعب كرة قدم برازيلي، ولد في 15 مارس 1977 في أوليندا في البرازيل. لعب مع أبولون ليماسول وأتليتيكو كلوب دي برتغال وأريس ليماسول ونادي أونياو دا ماديرا ونادي بطليوس.

## وصلات خارجية
- ديفيد بيريرا دا كوستا على موقع قاعدة بيانات كرة القدم.إي يو (الإنجليزية)